# ریچارد دیسارت
ریچارد دیسارت (انگلیسی: Richard Dysart؛ زادهٔ ۳۰ مارس ۱۹۲۹ - مرگ ۵ آوریل ۲۰۱۵) یک هنرپیشه اهل ایالات متحده آمریکا بود.
از فیلم‌ها یا برنامه‌های تلویزیونی که وی در آن نقش داشته است، می‌توان به ماسک، حضور و همگی در خانواده اشاره کرد.